# Ocupación japonesa de Malasia
La entonces colonia británica de Malasia fue ocupada gradualmente por los japoneses entre el 8 de diciembre de 1941 y la rendición aliada en Singapur el 16 de febrero de 1942. Los japoneses permanecieron en la región hasta su rendición a los aliados en 1945. La primera guarnición japonesa en Malasia en deponer sus armas estaba en Penang el 2 de septiembre de 1945 a bordo del HMS Nelson.

## Preludio
Más información: Esfera de Coprosperidad de la Gran Asia Oriental
El concepto de una Asia Oriental unificada se basó en un concepto del Ejército Imperial Japonés que se originó con el general Hachirō Arita, un ideólogo del ejército que se desempeñó como Ministro de Asuntos Exteriores de 1936 a 1940. El Ejército Japonés dijo que el nuevo imperio japonés era un equivalente asiático de la Doctrina Monroe, especialmente con el Corolario de Roosevelt. Se argumentaba que las regiones de Asia eran tan esenciales para Japón como lo era América Latina para Estados Unidos.
El Ministro de Asuntos Exteriores de Japón, Yōsuke Matsuoka, anunció formalmente la idea de la Esfera de Coprosperidad el 1 de agosto de 1940, en una rueda de prensa, pero había existido en otras formas durante muchos años. Los líderes en Japón habían estado interesados en la idea durante mucho tiempo. El estallido de los combates de la Segunda Guerra Mundial en Europa les había dado a los japoneses la oportunidad de exigir la retirada del apoyo de China en nombre de "Asia para los asiáticos", y las potencias europeas no pudieron tomar represalias de manera efectiva. Muchas de las otras naciones dentro de los límites de la esfera estaban bajo dominio colonial y elementos de su población simpatizaban con Japón (como en el caso de Indonesia), ocupada por Japón en las primeras fases de la guerra y reformada bajo gobiernos títeres, o ya bajo el control de Japón desde el principio (como en el caso de Manchukuo). Estos factores ayudaron a que la formación de la esfera, aunque careciera de autoridad real o poder conjunto, se uniera sin mucha dificultad. La esfera, según la propaganda imperial, establecería un nuevo orden internacional que buscaría la "coprosperidad" de los países asiáticos que compartirían la prosperidad y la paz, libres del colonialismo y la dominación occidentales bajo el paraguas de un Japón benévolo.

## Preparación
Véase también: F Kikan
La Unidad 82 de la Oficina de Asuntos Militares de Japón se formó en 1939 o 1940 y fue ubicada en Taiwán para planificar la invasión. En sus etapas finales de planificación, la unidad estaba bajo el mando del entonces coronel Yoshihide Hayashi. La información sobre Malasia se reunió a través de una red de agentes que incluía personal de la embajada japonesa; malayos descontentos (particularmente miembros de la Sociedad de Tortugas establecida en Japón); y empresarios y turistas japoneses, coreanos y taiwaneses. Los espías japoneses, que incluían a un oficial de inteligencia británico, el capitán Patrick Stanley Vaughan Heenan y Lord Sempill, también proporcionaron inteligencia y asistencia. La información de Heenan permitió a los japoneses destruir gran parte de las fuerzas aéreas aliadas en tierra.
Antes de las hostilidades, los oficiales de inteligencia japoneses como Iwaichi Fujiwara habían establecido oficinas de inteligencia encubiertas (o Kikan) que se vinculaban con las organizaciones independentistas malayas e indias como Kesatuan Melayu Muda en Malaya y la Liga de la Independencia India. Los japoneses brindaron apoyo financiero a estos movimientos a cambio de que sus miembros proporcionaran información y asistencia posterior para determinar los movimientos, fuerzas y disposiciones de las tropas aliadas antes de la invasión.
En 1941, los japoneses llevaban cuatro años tratando de subyugar a China. Dependían en gran medida de los materiales importados para sus fuerzas militares, en particular del petróleo de los Estados Unidos. De 1940 a 1941, los Estados Unidos, el Reino Unido y los Países Bajos impusieron embargos sobre el suministro de petróleo y material de guerra a Japón. El objeto de los embargos era ayudar a los chinos y alentar a los japoneses a detener la acción militar en China. Los japoneses consideraron que retirarse de China resultaría en una pérdida de prestigio y, en cambio, decidieron emprender acciones militares contra los territorios estadounidenses, británicos y holandeses en el Sudeste Asiático. Las fuerzas japonesas para la invasión se reunieron en 1941 en la isla de Hainan y en la Indochina francesa. Los aliados notaron la acumulación de tropas en Indochina y Hainan y, cuando se les preguntó, los japoneses informaron que estaba relacionado con sus operaciones en China.

## Conquista
Artículo principal: Campaña de Malasia

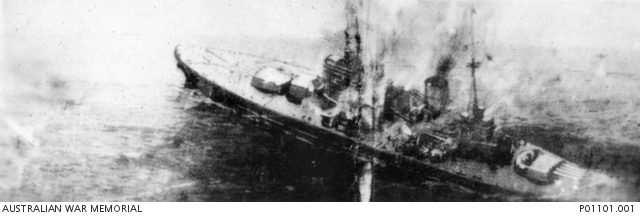
El HMS Prince of Wales se hunde después de ser alcanzado por bombas y torpedos japoneses el 10 de diciembre de 1941.

La ocupación comenzó con el desembarco del Ejército Imperial Japonés en la playa de Padang Pak Amat, en Kota Bharu, poco después de la medianoche del 8 de diciembre de 1941, lo que desencadenó una feroz batalla con el ejército indio británico una hora antes del ataque a Pearl Harbor. Esta batalla marcó el inicio oficial de la guerra del Pacífico y el inicio de la ocupación japonesa de Malaya. El aeropuerto de Kota Bharu estaba ocupado por la mañana. Los aeropuertos de Sungai Petani, Butterworth y Alor Setar fueron capturados el 9 de diciembre de 1941. Los soldados japoneses que aterrizaron en Kota Bharu se dividieron en dos fuerzas separadas, una avanzando por la costa este hacia Kuantan y la otra hacia el sur hacia el río Perak. El 11 de diciembre de 1941, los japoneses comenzaron a bombardear Penang. Jitra y Alor Setar cayeron en manos japonesas el 12 de diciembre de 1941. Los británicos tuvieron que retirarse hacia el sur. El 16 de diciembre de 1941, los británicos dejaron Penang en manos de los japoneses, que la ocuparon el 19 de diciembre.

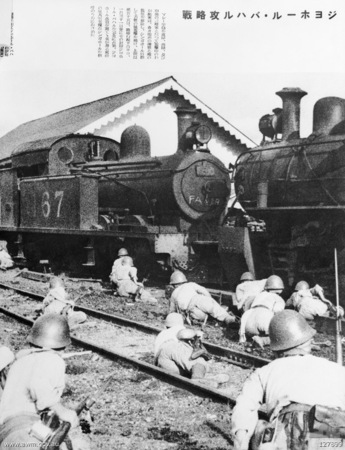
Las tropas japonesas se refugian detrás de las locomotoras de vapor en la estación de tren de Johor en enero de 1942.

Los japoneses continuaron avanzando hacia el sur y capturaron Ipoh el 26 de diciembre. La feroz resistencia al progreso japonés en la batalla de Kampar duró tres días y tres noches entre el 30 de diciembre de 1941 y el 2 de enero de 1942, antes de que los británicos tuvieran que retirarse una vez más. El 7 de enero de 1942, dos brigadas de la 11.ª División de Infantería India fueron derrotadas en la batalla del río Slim, lo que facilitó el paso del ejército japonés a Kuala Lumpur, la capital de Malasia. El 9 de enero, la posición británica se estaba volviendo más desesperada y el comandante supremo del ABDACOM, el general Wavell, decidió retirar todas las fuerzas británicas y de la Commonwealth al sur de Johor, abandonando así Kuala Lumpur (que fue capturada por los japoneses el 13 de enero).
La línea defensiva británica se estableció en el norte de Johor, desde Muar en el oeste, a través de Segamat y luego hasta Mersing en el este. La 45.ª Brigada de Infantería India se colocó a lo largo de la parte occidental de la línea entre Muar y Segamat. La Fuerza Imperial Australiana (AIF) se concentró en el medio, desde donde avanzó hacia el norte desde Segamat, chocando con el ejército japonés que avanzaba en Gemas el 14 de enero. La 15.ª División (que forma la principal fuerza japonesa) llegó el 15 de enero y obligó a los australianos a regresar a Segamat. Luego, los japoneses se dirigieron hacia el oeste hacia la 45.ª Brigada, que carecía de experiencia, derrotándolos fácilmente. El comando aliado dirigió los 2/19.º y 2/29.º batallones australianos hacia el oeste; el 2/19.º Batallón se enfrentó a los japoneses el 17 de enero de 1942 al sur de Muar.
La lucha continuó hasta el 18 de enero y, a pesar de los esfuerzos de los batallones 2/19 y 2/29, la línea defensiva de Johor colapsó. Los Aliados tuvieron que retirarse a través de la Calzada Johor-Singapur. A medida que se acercaba el 31 de enero de 1942, toda Malasia había caído en manos japonesas.

## Ocupación

### Política japonesa

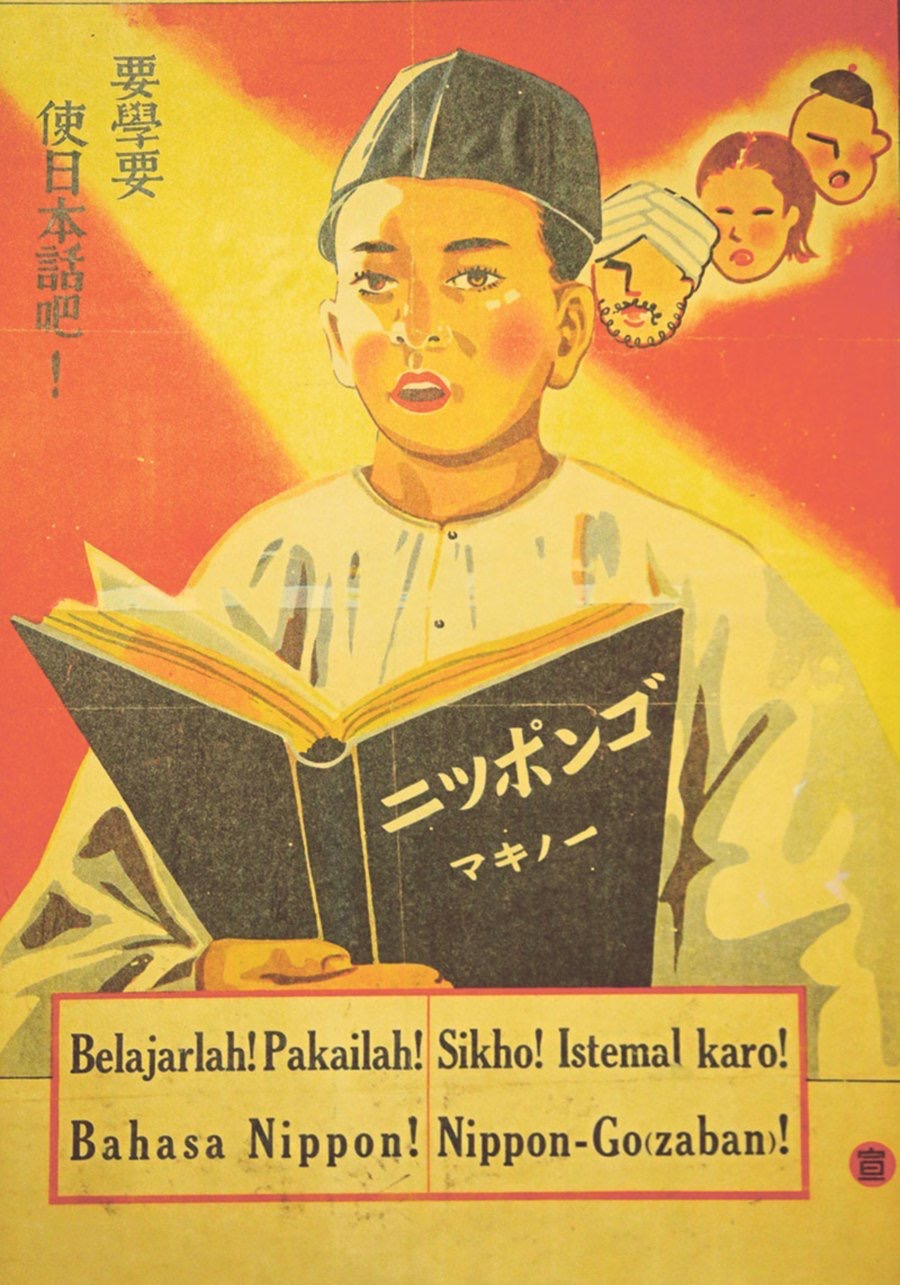
Cartel de propaganda en malayo y chino animando a los malayos a aprender japonés y adoptar la cultura japonesa.

La política japonesa para la administración de los territorios ocupados fue desarrollada en febrero de 1941 por el coronel Obata Nobuyoshi (Jefe de la Sección de Inteligencia - Ejército Sur), y los tenientes coroneles Otoji Nishimura y Seijiro Tofuku del Estado Mayor. Estos establecieron cinco principios: 
- Adquisición de materiales vitales para la defensa nacional.
- Restauración de la ley y el orden.
- Autosuficiencia de las tropas en los territorios ocupados.
- Respeto por las organizaciones y costumbres locales establecidas.
- Nada de discusiones apresuradas sobre el futuro estatus de la soberanía.

Desde el punto de vista administrativo, las Colonias del Estrecho se colocarían directamente bajo el ejército japonés, los Estados Federados Malayos y Johor permanecerían como protectorados autónomos bajo sus sultanes, mientras que los cuatro estados del norte finalmente volverían al dominio tailandés.
Una vez ocupada, Malasia pasó a depender de la Administración Militar Malaya (Malai Gunsei Kumbu) del Ejército Imperial Japonés. El jefe de personal del 25.º Ejército era el superintendente y su Jefe del Departamento de Asuntos Generales, el coronel Watanabe Wataru, su oficial ejecutivo. Fue Wataru quien implementó las políticas de ocupación. Tenía una visión de línea particularmente dura, tratando a los chinos con especial dureza debido a su apoyo a la China continental contra los japoneses. Los malayos y los indios fueron tratados con más moderación debido a su cooperación.
Wataru creía firmemente que el dominio británico había introducido una forma de vida hedonista y materialista en los pueblos indígenas. Consideró que necesitaban que se les enseñara a soportar las dificultades con entrenamiento y educación física y espiritual. Wataru también creía que también debían estar dispuestos a dar la vida si era necesario para establecer el Hakkō ichiu ("todo el mundo bajo un mismo techo") y la Esfera de Coprosperidad de la Gran Asia Oriental.
Cuando Wataru fue reemplazado en marzo de 1943 por el general de división Masuzo Fujimuro, la situación de Japón en la guerra se había deteriorado y reconocieron que necesitaban la cooperación de toda la población. Gradualmente se levantaron las políticas más represivas hacia los chinos y se formaron consejos consultivos. En marzo de 1944, el coronel Hamada Hiroshi estableció una sala de lectura pública para debatir con los líderes y jóvenes de la comunidad china.

### Cambios culturales y geográficos
Los japoneses buscaron cambiar el idioma común de Malasia al japonés. Sus movimientos iniciales fueron cambiar los letreros de las tiendas y los nombres de las calles. Penang pasó a llamarse Isla Tōjō (東條島, Tōjō-tō) y Malasia pasó a llamarse Malai (馬来, Malai). El huso horario también cambió para alinearse con Japón.
La costumbre japonesa de inclinarse también se introdujo y se esperaba que la población se inclinara ante los soldados japoneses en servicio de guardia. El malayo se consideraba un dialecto y los japoneses querían que se estandarizara con el de Sumatra.

### Propaganda
Las fuerzas invasoras japonesas utilizaron lemas como "Asia untuk orang Asia" (Asia para asiáticos) para ganar el apoyo de los malayos locales. Los radicales malayos habían recibido instrucciones estrictas de cumplir con los planes militares japoneses para crear "asiáticos para asiáticos" y una "Esfera de Coprosperidad de la Gran Asia Oriental" con Malasia como base importante. Los japoneses trabajaron duro para convencer a la población local de que ellos eran los verdaderos salvadores de Malasia, mientras que Gran Bretaña fue retratada como una fuerza imperialista que deseaba explotar sus recursos. Sin embargo, en noviembre de 1943, cuando los japoneses celebraron la Conferencia de la Gran Asia Oriental, tanto Malasia como Indonesia fueron excluidas porque el ejército japonés quería anexionarse ambas regiones.

### Periódicos

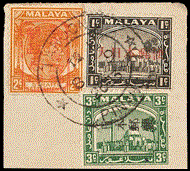
Sellos japoneses emitidos en Tandjoengpinang, Riow (actual Tanjung Pinang, islas Riau, Indonesia) en 1943. Durante la ocupación japonesa, el archipiélago se incorporó a la jurisdicción territorial de Malasia.

A la agencia de noticias japonesa, Dōmei Tsushin, se le concedió el monopolio que cubría Malasia, Singapur y el Borneo británico. Todas las publicaciones de noticias en esta región cayeron bajo su control. Una excepción puede haber sido el The Perak Times, que fue publicado por John Víctor Morais en Ipoh de 1942 a 1943.
En Penang, el 8 de diciembre de 1942, los periódicos en malayo, chino e inglés de Penang se combinaron en el Penang Shimbun. Abdullah Ariff, un acuarelista malayo pionero, dibujó caricaturas para el periódico. Ariff se convirtió en miembro activo de la UMNO a favor de la independencia después de la guerra y, finalmente, en concejal de la ciudad de Penang de 1955 a 1957. El Malai Sinpo reemplazó al Malay Mail el 1 de enero de 1943 y se publicó en Kuala Lumpur. El periódico Jawi Warta Malaya, propiedad de Ibrahim Yaacob y financiado por los japoneses, dejó de publicarse antes de la invasión japonesa y se reanudó durante un breve período desde mediados de 1942 hasta el 14 de agosto de 1942. Durante ese breve período, fue administrado por los japoneses.

### Guarniciones
El 25.º Ejército con sede en Singapur proporcionó servicio de guarnición en Malasia hasta enero de 1944. Fue reemplazado por la 94.ª División de Infantería del 29.º Ejército, bajo el mando del teniente general Teizo Ishiguro, que tenía su cuartel general en Taiping, en Perak, hasta el final de la guerra.
La Segunda (con el 25.º Ejército) y más tarde la Tercera (con el 29.º Ejército) Unidades de Campo del Kenpeitai del Grupo de Ejércitos Expedicionario del Sur proporcionaron policía militar y mantuvieron el orden público de la misma manera que las SS alemanas. Estas unidades podían, a voluntad, arrestar e interrogar, con tortura, tanto a militares como a civiles. La policía civil estaba subordinada a ellos. El Comandante de la 2.ª Unidad de Campo del Kenpeitai era el teniente coronel Oishi Masayuki. La 3.ª Unidad del Kenpeitai fue comandado por el mayor general Masanori Kojima. Al final de la guerra, había 758 hombres del Kenpeitai estacionados en Malasia, y más en los estados malayos ocupados por Tailandia.

### Base de submarinos de Penan
Artículos principales: Monsun Gruppe y 8.ª Escuadra de submarinos

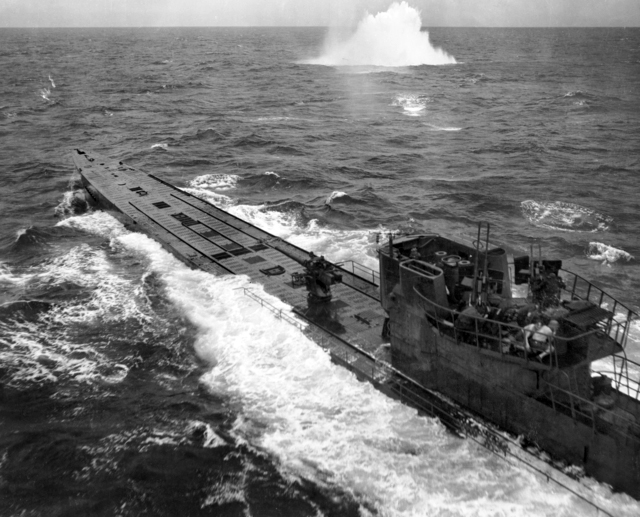
El U-848 bajo ataque de aviones aliados mientras navegaba para unirse al Monsun Gruppe.

Durante la ocupación, Penang fue utilizado como puerto submarino por las armadas japonesa, italiana y alemana. El 8.º Escuadrón de Submarinos de la 6.ª Flota de la Armada Imperial Japonesa tenía su base en Penang desde febrero de 1942 bajo el mando del Contraalmirante Ishizaki Noboru. La base se utilizó como depósito de reabastecimiento de combustible para submarinos con destino a la Europa ocupada por los alemanes y para operaciones en el Océano índico. A principios de 1943, los primeros submarinos alemanes e italianos comenzaron a hacer escala en Penang. En abril de 1943, el U-178 bajo el mando del Kapitanleutnant Wilhelm Dommes fue enviado para establecer y comandar la base alemana de submarinos en Penang. Esta base fue la única base operativa utilizada por las tres armadas del Eje.
Los submarinos japoneses de Penang participaron en la batalla de Madagascar el 29 de mayo de 1942 atacando barcos en el puerto de Diego Suárez. Se adaptaron siete submarinos italianos BETASOM para transportar material crítico del Lejano Oriente (Bagnolin, Barbarigo, Comandante Cappellini, Giuseppe Finzi, Reginaldo Giuliani, Enrico Tazzoli y Luigi Torelli), de los cuales dos fueron hundidos por los Aliados, dos fueron capturados en Penang por los alemanes después de la rendición italiana de septiembre de 1943 y utilizado por ellos, y los alemanes capturaron un quinto en Burdeos, pero no lo utilizaron.
De los primeros 11 submarinos asignados al Monsun Gruppe en la base, solo los U-168, U-183, U-188 y U-532 llegaron entre octubre y noviembre de 1943. Del segundo grupo enviado a fines de 1943 solo el U-510 logró atravesar los océanos controlados por los Aliados. Llegó en abril de 1944 en un momento en que el enfoque había cambiado de las misiones de combate al transporte entre Europa y Asia. Estas misiones de carga eran para transportar suministros de guerra muy necesarios entre Alemania y Japón.
En marzo de 1944, la base se estaba quedando sin suministros y estaba bajo una creciente amenaza de las patrullas antisubmarinas aliadas. Carecía de apoyo aéreo y reconocimiento. Los japoneses habían sacado sus submarinos de Penang antes del final de 1944 porque la base había caído dentro del alcance de los bombardeos aliados. Los alemanes permanecieron hasta diciembre de 1944 antes de retirarse a Singapur.
Cuando Alemania se rindió, los submarinos sobrevivientes fueron tomados por los japoneses y los marineros alemanes se trasladaron a Batu Pahat. Cuando los británicos regresaron en 1945, los marineros fueron encarcelados en Changi, y el último, el Fregattenkapitän Wilhelm Dommes, fue repatriado a Alemania en 1947.

### Servicio civil
El control y la administración generales eran responsabilidad del 25.º Ejército. La anexión de los estados malayos del norte por Tailandia los puso bajo control tailandés. Con la transferencia de Malasia del 25.º al 29.º Ejército, Johore quedó bajo el control del Ejército del Sur con base en Singapur.
Los civiles japoneses y taiwaneses encabezaron el servicio civil y la policía de Malasia durante la ocupación. La estructura se mantuvo similar a la del servicio civil de antes de la guerra de Malaya y muchos de los funcionarios públicos fueron reelegidos. Muchas de las leyes y reglamentos de la administración británica continuaron en uso. Inicialmente, a los sultanes se les permitió continuar como gobernantes nominales, con la intención de que eventualmente fueran completamente removidos del poder.

### Anexión de zonas del norte por Tailandia
Artículo principal: Si Rat Malai

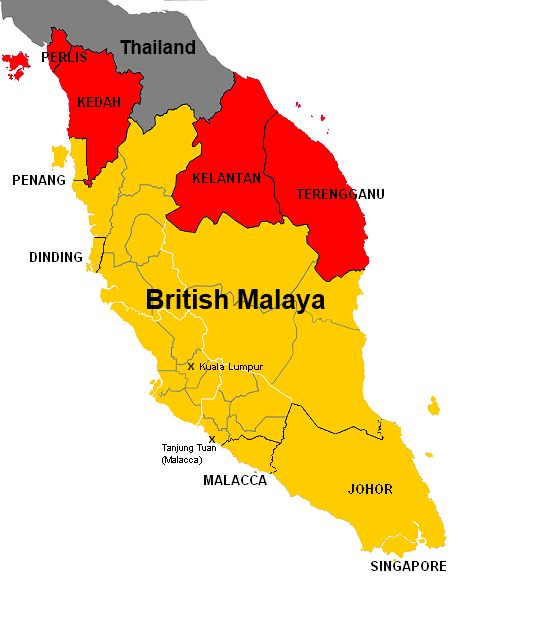
Estados ocupados por Tailandia.

Véase también: Tratado Burney y Tratado Anglo-Siamés de 1909
Hasta 1909, Kedah, Perlis, Kelantan y Terengganu eran territorios tailandeses. Como parte de un acuerdo en 1909, Tailandia los transfirió al control británico.
En julio de 1943, el primer ministro japonés Hideki Tōjō anunció que Kedah, Perlis, Kelantan y Terengganu serían devueltos a Tailandia como parte de la alianza militar firmada entre Tailandia y Japón el 21 de diciembre de 1941. Tailandia administró los estados como Syburi, Palit y provincias de Kalantan y Trangkanu desde el 18 de octubre de 1943 hasta la rendición de los japoneses al final de la guerra. Las tropas japonesas y el Kenpeitai continuaron estacionados en los estados antes mencionados.

### Condiciones de vida

#### Campañas de reclutamiento
Los japoneses emprendieron el reclutamiento, particularmente con las poblaciones india y malaya, tanto antes como después de la ocupación.

#### Liga de la Independencia India

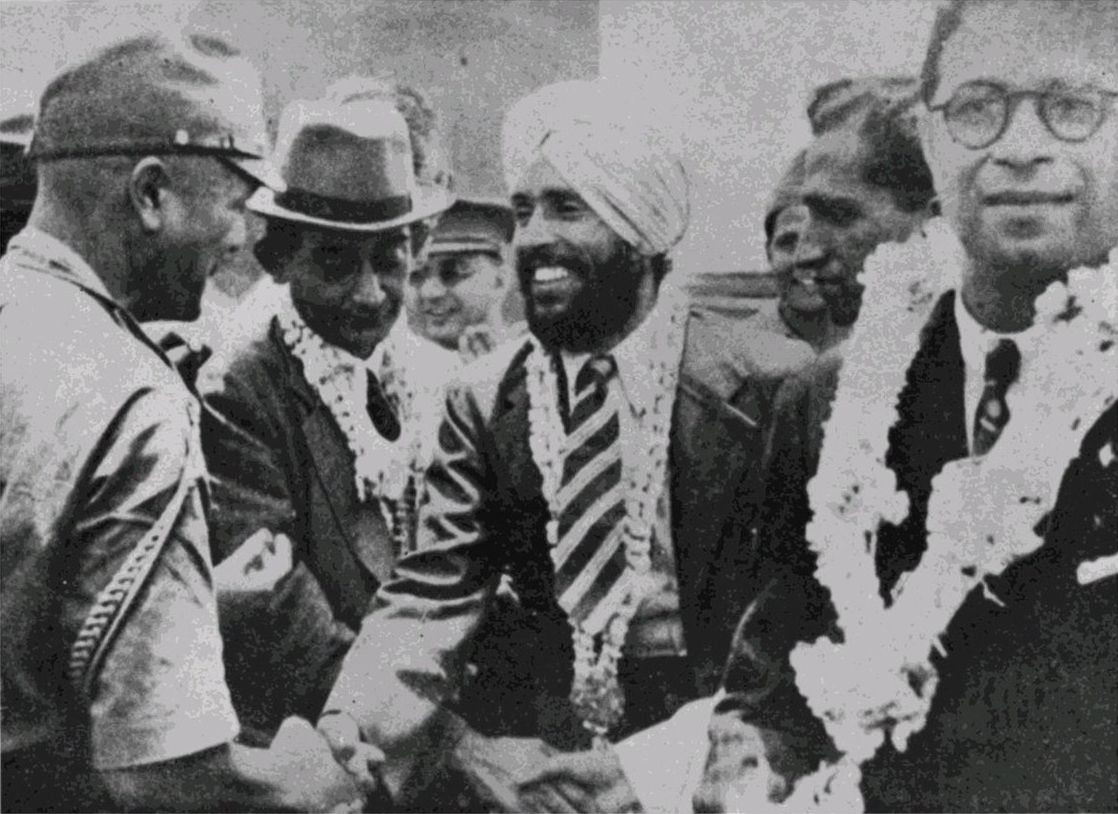
El capitán Mohan Singh (con turbante) del Ejército Nacional Indio es recibido por el comandante japonés Fujiwara Iwaichi, abril de 1942.

Antes de la invasión de Malasia, el oficial de inteligencia japonés, el mayor Iwaichi Fujiwara, había formado vínculos con Pritam Singh Dhillon de la Liga de la Independencia India. Fujiwara y Dhillon convencieron al mayor Mohan Singh de formar el Ejército Nacional Indio con soldados indios descontentos capturados durante la campaña de Malasia. Singh era oficial en el 1.º Batallón del 14.º Regimiento Punjab y había sido capturado después de la batalla de Jitra. A medida que avanzaba la campaña japonesa, se capturaron más tropas indias y se convenció a un número significativo de unirse a la nueva fuerza bajo el mando de Singh.
Después de la caída de Singapur, se creó el ejército. El 1 de septiembre de 1942, contaba con 40.000 voluntarios extraídos tanto de ex soldados como de civiles en Malasia y Singapur. Singh, ahora designado general, estaba al mando. Ya en una conferencia celebrada en Bangkok del 15 al 23 de junio de 1942, la Liga de la Independencia India, bajo el liderazgo de Rash Behari Bose, había designado a Singh como su comandante en jefe.
Aunque Singh tenía una buena relación con Fujiwara, se desilusionó con algunas órdenes del Ejército Imperial Japonés. Esto llevó al arresto el 29 de diciembre de 1942 por parte del Kenpeitai. Con el regreso de Subhas Chandra Bose, de Alemania en junio de 1943, el Ejército Nacional Indio revivió como el Azad Hind Fauj. Bose organizó las finanzas y la mano de obra bajo la causa de la independencia india entre la población india expatriada. El ENI tenía una unidad de mujeres separada, el Regimiento Rani de Jhansi (llamado así por Rani Lakshmi Bai) encabezada por el capitán Lakshmi Swaminathan, que fue visto como el primero de su tipo en Asia.
Incluso cuando se enfrentó a reveses militares en las últimas etapas de la guerra, Bose pudo mantener el apoyo al movimiento Azad Hind.

#### Kesatuan Melayu Muda
Otro vínculo forjado por Fujiwara fue con Ibrahim Yaacob de la Kesatuan Melayu Muda, una organización malaya a favor de la independencia. En vísperas de la Segunda Guerra Mundial, Yaacob y los miembros de la Kesatuan Melayu Muda alentaron activamente el sentimiento antibritánico. Con ayuda japonesa, la organización compró la influyente revista malaya Warta Malaya, con sede en Singapur. Cerca del momento de la invasión japonesa, Yaacob, Ishak Muhammad y varios líderes de la Kesatuan Melayu Muda fueron arrestados y encarcelados por los británicos.
Durante la campaña de Malasia, los miembros de la Kesatuan Melayu Muda ayudaron a los japoneses porque creían que los japoneses le darían la independencia a Malasia. Cuando los japoneses capturaron Singapur, los miembros arrestados fueron liberados por los japoneses. Mustapha Hussain, el vicepresidente de la organización y los demás solicitaron a los japoneses que concedieran la independencia de Malasia, pero la solicitud fue rechazada. En cambio, los japoneses disolvieron la Kesatuan Melayu Musa y establecieron la milicia Pembela Tanah Ayer (también conocida como Malai Giyu Gun o por su acrónimo malayo PETA). Yaacob recibió el rango de teniente coronel a cargo de la milicia de 2.000 hombres.

#### Atrocidades
Artículo principal: Sook Ching

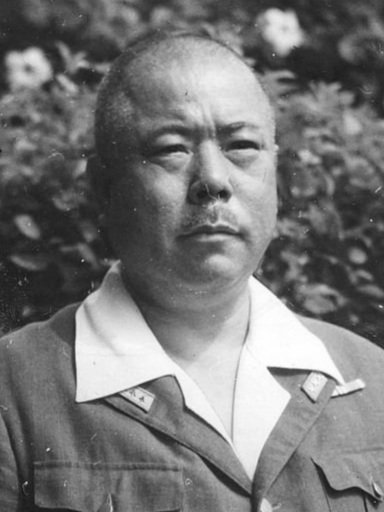
Teniente general Tomoyuki Yamashita.

Una vez que los japoneses arrebataron Malasia y Singapur a los británicos, su atención se centró en consolidar su posición. La principal preocupación eran los chinos étnicos que eran conocidos por apoyar financieramente a las fuerzas nacionalistas y comunistas en China que luchaban contra los japoneses. En diciembre de 1941 se había elaborado una lista de elementos clave a eliminar dentro de la población china. El 17 de febrero de 1942, el teniente general Tomoyuki Yamashita, comandante del 25.º Ejército, ordenó la eliminación de los elementos antijaponeses dentro de los chinos. El método empleado había sido utilizado por las divisiones de ocupación; la 5.º, la 18.º y la Guardia Imperial en acciones anteriores en China, en las que los sospechosos fueron ejecutados sin juicio. Ese mismo día, los japoneses sacaron a 70 soldados supervivientes del Regimiento Malayo del campo de detención de prisioneros de guerra en Farrer Park, Singapur, al campo de batalla en Pasir Panjang y les dispararon. Algunos oficiales del regimiento malayo fueron decapitados por los japoneses. Una explicación dada en una proclama de Yamashita el 23 de febrero de 1942 fue que estaban tratando con chinos rebeldes. Este mensaje fue elaborado en un artículo del Syonan Times del 28 de febrero de 1942 titulado Espada que mata a uno y salva a muchos.
Comenzando en febrero en Singapur y luego en toda Malasia, comenzó un proceso de arresto y ejecución de los chinos percibidos como amenazas. Este fue el comienzo de las masacres de Sook Ching en las que se estima que 50.000 o más personas de etnia china fueron asesinadas, predominantemente por Kenpeitai.

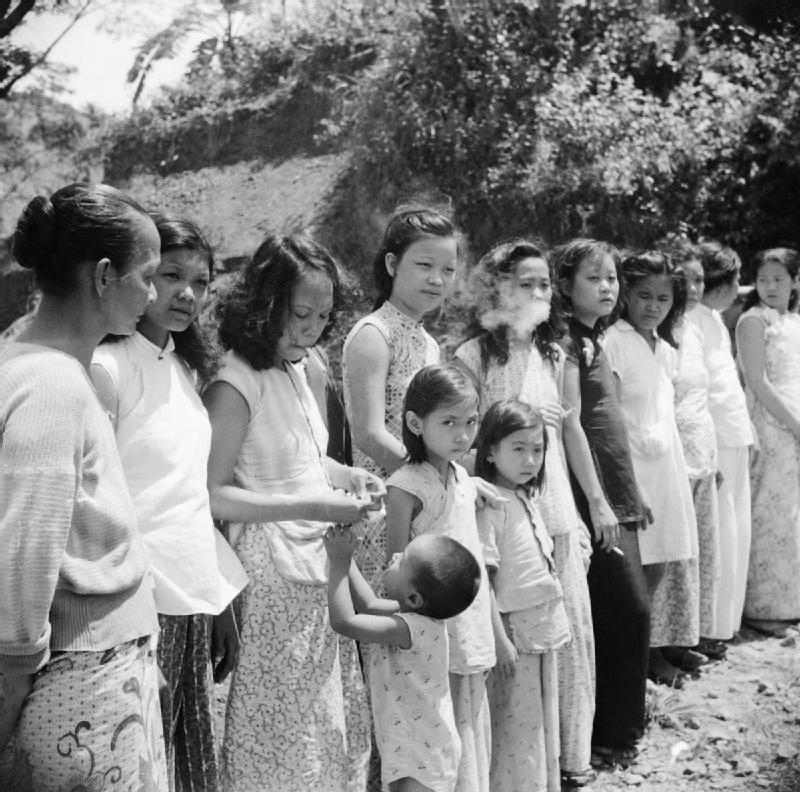
Mujeres penangitas malayas y chinas liberadas en las islas Andamán, tomadas por la fuerza por los japoneses para servir como mujeres de consuelo.

Las masacres incluyen Kota Tinggi el 28 de febrero de 1942 (2.000 muertos); Gelang Patah el 4 de marzo (300 muertos); Benut el 6 de marzo (número desconocido); Johore Bahru, Senai, Kulai, Sedenak, Pulai, Rengam, Kluang, Yong Peng, Batu Pahat, Senggarang, Parit Bakau y Muar entre febrero y marzo (se estima que hasta 25.000 chinos fueron asesinados en Johor); Tanjong Kling el 16 de marzo (142 muertos); Kuala Pilah el 15 de marzo (76 muertos); Parit Tinggi el 16 de marzo (más de 100 muertos, todo el pueblo); Joo Loong Loong (cerca del actual pueblo de Titi) el 18 de marzo (1.474 muertos, todo el pueblo eliminado por el mayor Yokokoji Kyomi y sus tropas); y Penang en abril (varios miles asesinados por el mayor Higashigawa Yoshinura). Con el aumento de la actividad guerrillera ocurrieron más masacres, incluida Sungei Lui, una aldea de 400 habitantes en el distrito de Jempol, en Negeri Sembilan, que fue aniquilada el 31 de julio de 1942 por tropas al mando del cabo Hashimoto.
Las noticias de las masacres de Sook Ching llegaron a Occidente en febrero de 1943, y fuentes chinas afirmaron que 97.000 chinos sospechosos de ser antijaponeses habían sido encarcelados o asesinados por los japoneses en Singapur y Malasia. El mismo artículo también establecía que los japoneses habían establecido unidades de garantía mutua mediante las cuales un grupo de 30 familias chinas garantizaría que ninguno de sus miembros se opondría a los japoneses. Si lo hacían, todo la familia sería ejecutada.
Al igual que con la prisión de Changi en Singapur, los japoneses reconstituyeron las prisiones civiles más importantes de Malaya (como la prisión de Pudu y la prisión de Taiping) para utilizarlas como lugares de detención y ejecución. Varias escuelas, incluido el Malay College en Kuala Kangsar, también se reutilizaron como instalaciones de interrogatorio para los japoneses.
Los japoneses también fueron acusados de realizar experimentos médicos en malayos y se sabe que se llevaron a niñas y mujeres malayas y chinas para que sirvieran como mujeres de consuelo.

#### Dificultades

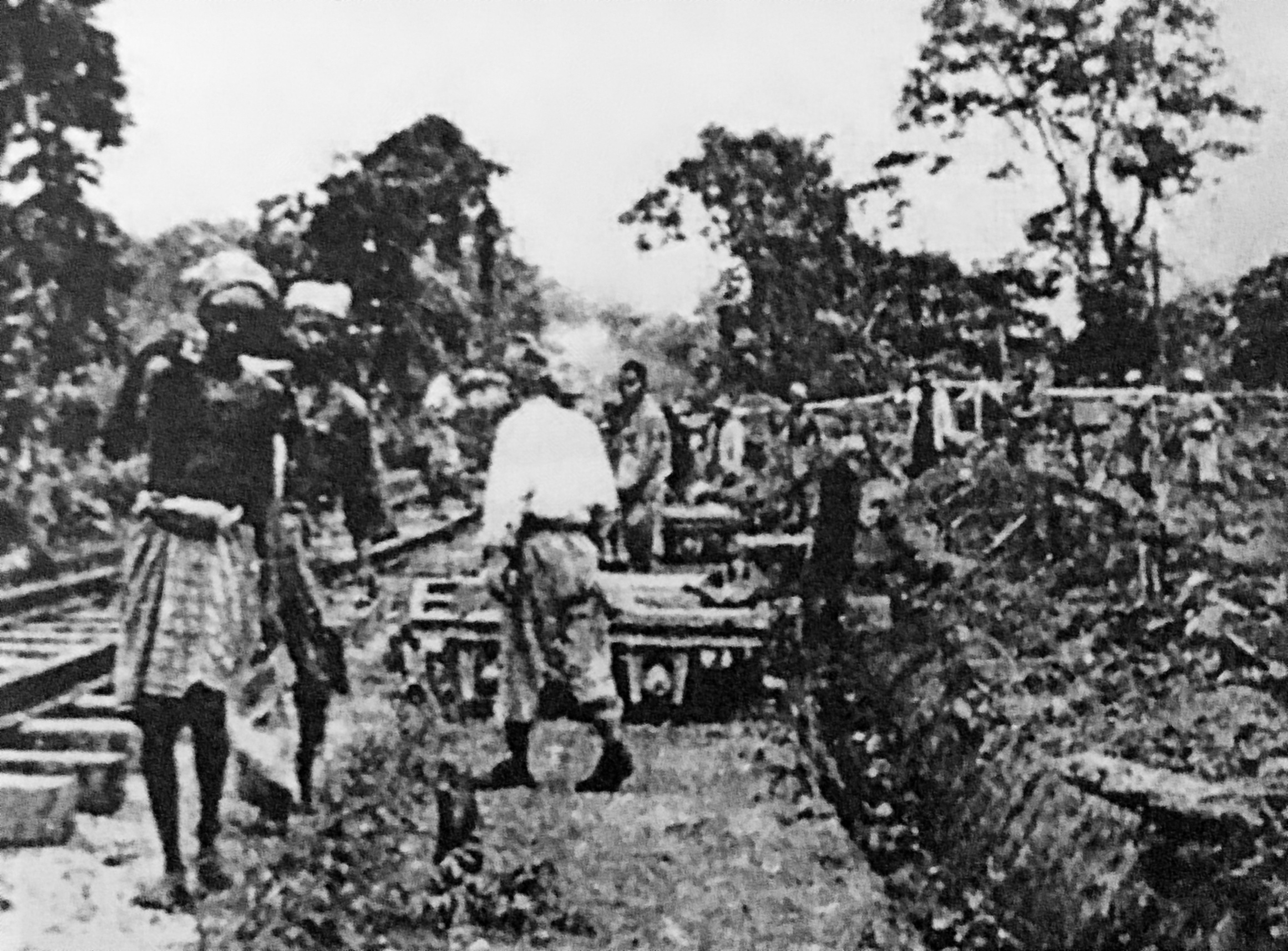
Tamiles malayos trabajando en el ferrocarril de Birmania.

Los japoneses exigieron a la comunidad china a través de la Organización de Chinos en el Extranjero controlada por los japoneses que recaudara 50 millones de dólares malayos como expiación por su apoyo al esfuerzo bélico chino. Cuando la organización solo recaudó 28 millones de dólares, se le pidió a la organización que sacara un préstamo por el saldo.
Inicialmente, los otros dos grupos étnicos principales de Malasia, los indios y los malayos, escaparon de lo peor del maltrato japonés. Los japoneses querían el apoyo de la comunidad india para liberar a la India del dominio británico y no consideraban que los malayos fueran una amenaza. Se animó a las tres razas a ayudar al esfuerzo de guerra japonés proporcionando financiación y mano de obra. Se cree que unos 73.000 malayos fueron obligados a trabajar en el ferrocarril de Birmania, y se estima que 25.000 murieron. Los japoneses también tomaron la vía férrea de Malaca y otros ramales para la construcción del ferrocarril.
A medida que avanzaba la guerra, las tres comunidades étnicas comenzaron a sufrir privaciones por racionamientos cada vez más severos, hiperinflación y falta de recursos. Un bloqueo de las fuerzas aliadas en los territorios ocupados por los japoneses, junto con una campaña de submarinos, redujeron la capacidad de los japoneses para mover suministros entre los países ocupados. Tanto la comunidad malaya como la india entraron gradualmente en más conflicto con los ocupantes japoneses, lo que provocó que más personas se unieran al movimiento de resistencia, incluidos Abdul Razak bin Hussein y Abdul Rahman bin Hajih Tiab. Yeop Mahidin Bin Mohamed Shariff, exoficial del Regimiento Real Malayo, fundó un grupo de resistencia malayo inmediatamente después de la caída de Singapur en febrero de 1942.

#### Comercio
Más información: Dólar emitido por el gobierno japonés
Los japoneses se llevaron unas 150.000 toneladas de caucho, pero esto fue considerablemente menos de lo que Malasia había exportado antes de la ocupación. Debido a que Malasia produjo más caucho y estaño de lo que Japón pudo utilizar, los ingresos de exportación de Malaya cayeron ya que ya no tenía acceso a los mercados mundiales. El ingreso real per cápita cayó a aproximadamente la mitad de su nivel de 1941 en 1944 y menos de la mitad del nivel de 1938 en 1945. Otro factor fue la falta de barcos mercantes disponibles, que se notó desde principios de 1942. Como alternativa al envío, los japoneses buscaron crear un enlace ferroviario desde Malasia a Manchukuo.
Antes de la guerra, Malasia producía el 40% del caucho del mundo y una alta proporción del estaño del mundo. Importó más del 50% de sus necesidades de arroz, un alimento básico para su población. El bloqueo aliado significó que tanto las importaciones como las exportaciones limitadas a Japón se redujeron drásticamente. En junio de 1943, el estaño escaseaba en Japón a pesar de que ocupaba Malasia debido a los problemas de transporte.

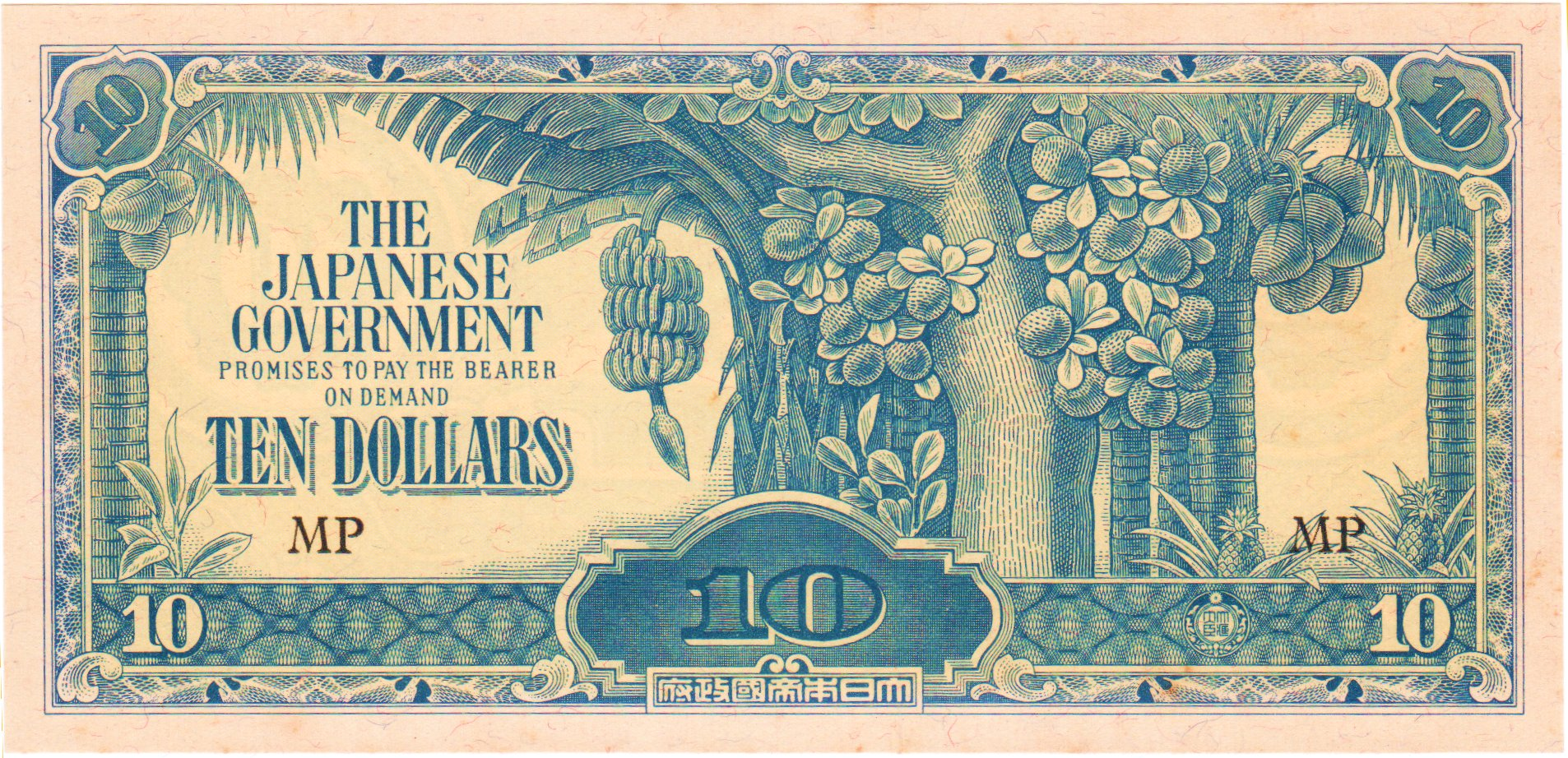
Un billete de diez dólares emitido por el gobierno japonés utilizado en Malasia y Borneo.

Durante la ocupación, los japoneses reemplazaron el dólar malayo con su propia versión. Antes de la ocupación, en 1941, había alrededor de $219 millones en circulación en Malasia. Los funcionarios encargados de la moneda japonesa estimaron que habían puesto en circulación entre $7.000 y $8.000 millones durante la ocupación. Algunas unidades del ejército japonés tenían prensas móviles de impresión de moneda y no se llevaba ningún registro de la cantidad o el valor de los billetes impresos. Cuando Malasia fue liberada, los japoneses en Kuala Lumpur tenían 500 millones de dólares en moneda sin circular. La impresión desenfrenada de billetes de banco en los últimos meses de la guerra creó una hiperinflación y el dinero japonés perdió su valor al final de la guerra.
Durante la guerra, los aliados lanzaron folletos de propaganda que enfatizaban que el dinero emitido por los japoneses no tendría valor cuando Japón se rindiera. Esta táctica fue sugerida por los políticos japoneses como una de las razones de la caída del valor de las monedas a medida que aumentaban las derrotas japonesas. Aunque se congeló el precio en febrero de 1942, al final de la guerra los precios en Malasia eran 11.000 veces más altos que al comienzo de la guerra. La inflación mensual alcanzó más del 40% en agosto de 1945. La falsificación de la moneda también estuvo muy extendida, tanto la Dirección de Operaciones Especiales británico (SOE) imprimió billetes de $10 y billetes de $1 como la Oficina Estadounidense de Servicios Estratégicos (OSS) imprimió billetes de $10.

### Movimientos de resistencia
Véase también: Movimiento de resistencia antijaponés en Malasia durante la Segunda Guerra Mundial, Fuerza 136, Partido Comunista de Malasia, Chin Peng, Lim Bo Seng, Sybil Kathigasu, Albert Kwok, Freddie Spencer Chapman y Rejimen Askar Wataniah
Tras la invasión japonesa de Malasia el 8 de diciembre de 1941, las autoridades coloniales británicas aceptaron la oferta permanente de cooperación militar del Partido Comunista de Malasia (MCP) y el 15 de diciembre, todos los presos políticos de izquierda fueron liberados. A partir del 20 de diciembre, el ejército británico comenzó a entrenar a los miembros del partido en la guerra de guerrillas en la 101.ª Escuela de Entrenamiento Especial (101.ª STS) establecida apresuradamente en Singapur. Aproximadamente 165 miembros del MCP fueron capacitados antes de la caída de Singapur ante los japoneses. Estos combatientes, escasamente armados y equipados por los británicos, se dispersaron rápidamente e intentaron hostigar al ejército de ocupación.
Justo antes de que Singapur cayera el 15 de febrero de 1942, el partido comenzó a organizar la resistencia armada en Johor. Se formaron 4 grupos armados, que se conocieron como "Regimientos", con los aprendices de la 101.ª Escuela de Entrenamiento Especial (101.ª STS) sirviendo como núcleos. En marzo, esta fuerza se denominó Ejército Antijaponés del Pueblo Malayo (MPAJA) y comenzó sabotajes y emboscadas contra los japoneses. Los japoneses respondieron con represalias contra los civiles chinos. Estas represalias, junto con las crecientes dificultades económicas, provocaron que un gran número de chinos malayos huyeran de las ciudades. Se convirtieron en ocupantes ilegales en los márgenes del bosque, donde se convirtieron en la principal fuente de reclutas, alimentos y otras ayudas para el MPAJA. El MPAJA consolidó este apoyo brindando protección.
En febrero de 1942, los japoneses arrestaron a Lai Teck, un presunto agente británico que se había infiltrado en el Partido Comunista de Malasia (MCP). Se convirtió en un agente doble que proporcionaba información a los japoneses sobre el MCP y el MPAJA. Actuando sobre la información que proporcionó, los japoneses atacaron una conferencia secreta de más de 100 líderes del MCP y del MPAJA el 1 de septiembre de 1942 en las cuevas de Batu, al norte de Kuala Lumpur, matando a la mayoría de ellos. La pérdida de personal obligó al MPAJA a abandonar su sistema de comisarios políticos y los comandantes militares se convirtieron en los jefes de los regimientos. Después de este revés y bajo el liderazgo de Lai Teck, el MPAJA evitó los enfrentamientos y se concentró en la consolidación, acumulando 4.500 soldados a principios de 1943. No se sospechó que Lai Teck fuera un traidor hasta después de la guerra. Finalmente fue rastreado y asesinado por agentes de Viet Minh.
A partir de mayo, comandos británicos de la Fuerza 136 se infiltraron en Malasia y se pusieron en contacto con la guerrilla. En 1944, se llegó a un acuerdo por el cual el MPAJA aceptaría alguna dirección del Comando Aliado del Sudeste Asiático (SEAC), y los Aliados le darían armas y suministros al MPAJA. Sin embargo, no fue hasta la primavera de 1945 que cantidades significativas de material comenzaron a llegar por aire.
Pahang Wataniah también operaba al mismo tiempo que el MPAJA, un grupo de resistencia formado por Yeop Mahidin. Mahadin había formado el grupo con el consentimiento del sultán de Pahang y estableció un campo de entrenamiento en Batu Malim. La unidad tenía una fuerza inicial de 254 hombres y fue asistida por la Fuerza 136, que asignó al Mayor Richardson para ayudar a entrenar a la unidad. Mahidin se ganó el apodo de "Singa Melayu" (León malayo) por su valentía y hazañas. Entre el anuncio de la rendición japonesa y el regreso de los británicos, Wataniah brindó protección al sultán del MPAJA.
Después de que terminó la guerra, el MPAJA fue prohibido debido a sus ideologías comunistas y el Pahang Wataniah se reorganizó, convirtiéndose en el Rejimen Askar Wataniah, un ejército territorial.

### Operaciones de los Aliados durante la ocupación

#### Doctrina estratégica aliada

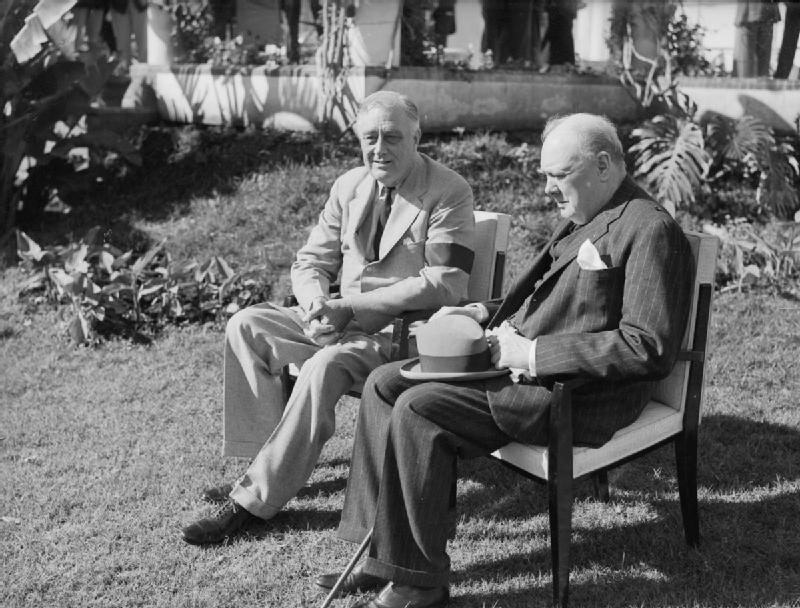
Roosevelt and Churchill en 1943.

Los principios de la doctrina estratégica aliada en caso de que Japón entrara en guerra se establecieron en una conferencia secreta entre el 29 de enero de 1941 y el 27 de marzo de 1941. La estrategia establecía el principio de Europa primero, siendo el Extremo Oriente una guerra defensiva. Tras el ataque a Pearl Harbor, el Primer Ministro británico, Winston Churchill, y el presidente estadounidense, Franklin D. Roosevelt, se reunieron en la primera Conferencia de Washington. Esta conferencia reafirmó la doctrina de Europa primero. En la tercera Conferencia de Washington en mayo de 1943 se discutió el alivio de la presión sobre China, en particular a través de la campaña de Birmania. En la Conferencia de Quebec en agosto se decidió intensificar la guerra contra Japón y se reorganizó el Comando del Sudeste Asiático. La Segunda Conferencia de Quebec en septiembre de 1944 discutió la participación de la Marina británica contra los japoneses.

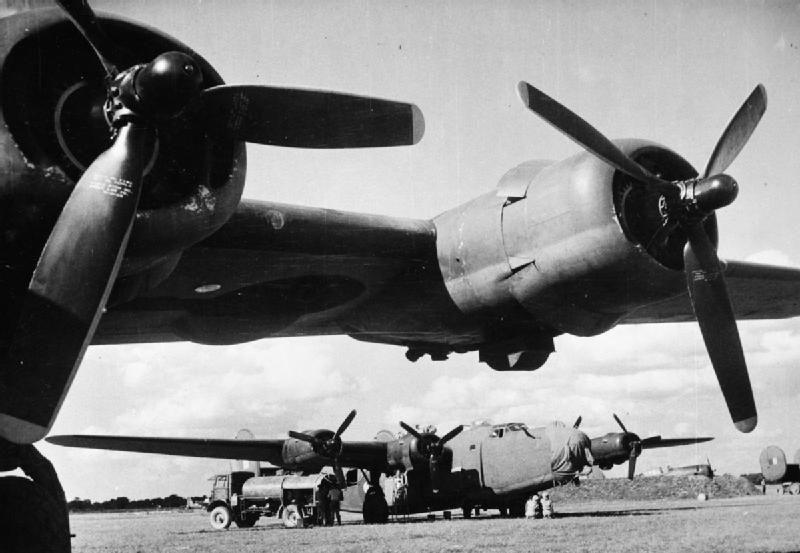
B-24 Liberators de la RAF.

#### Bombardeo estratégico
Véase también: Bombardeo de Kuala Lumpur, 159.º Escuadrón de la RAF, 58.ª División Aérea
El primer bombardeo estratégico fue llevado a cabo por la Flying Fortress el 2 de febrero de 1942 contra los aeródromos de Kuantan y Kuala Lumpur. Estos pueden haber sido aviones del 7.º Grupo de Bombardeo que operaban desde Java.
Las misiones no se reanudaron contra Malasia hasta el 27 de octubre de 1944 cuando los B-24 Liberator del 159.º Escuadrón de la RAF que volaban desde Khargpur minaron el estrecho de Penang, lo que provocó su eventual abandono por parte de las fuerzas submarinas japonesas. Colocaron más minas el 26 de noviembre y el 23 de enero de 1945.
El 11 de enero de 1945, los B-29 de la 20.ª Fuerza Aérea atacaron Penang. El 24 de febrero se produjo otro ataque contra Penang. A esto le siguió un ataque a los patios de maniobras en Kuala Lumpur y el aeródromo de Alor Star el 10 de marzo. El museo Royal Selangor fue alcanzado por bombas el 15 de marzo. Las bombas estaban destinadas a los patios de maniobras de Kuala Lumpur. El 28 de marzo, se lanzaron minas en varios puertos y la última misión de Malasia de la 20.ª Fuerza Aérea tuvo lugar el 29 de marzo, cuando se realizó un ataque contra una combinación de objetivos. Los ataques a los puertos cesaron en esta época ya que Mountbatten tenía la intención de utilizar los puertos durante la invasión propuesta de Malasia. Los ataques continuaron contra el ferrocarril, la navegación costera y otros objetivos.

#### Operaciones en Malasia y el estrecho de Malaca
Véase también: Operación Librea, Operación Bálsamo, Submarinos de los Aliados en la guerra del Pacífico

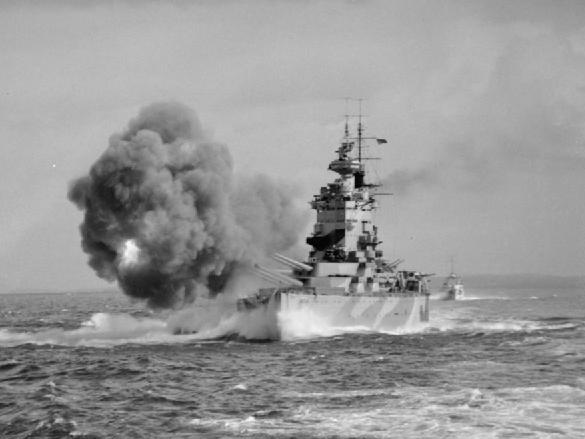
El HMS Nelson lideró el grupo operativo que se preparaba para la Operación Zipper.

Después de la derrota de los japoneses, varios miembros del personal aliado y civiles europeos se retiraron a la jungla. Algunos, incluida la británica Nona Baker, se unieron al MPAJA. Otros, como Freddie Spencer Chapman, eran agentes de la Fuerza 136 que buscaban iniciar una campaña de sabotaje contra las fuerzas japonesas de ocupación. En agosto de 1943, los Aliados establecieron el Comando del Sudeste Asiático para supervisar la guerra en el Sudeste Asiático, incluida Malasia. A medida que avanzaba la guerra, se desembarcaron más operativos aliados desde un submarino o se lanzaron en paracaídas para brindar asistencia a los movimientos de resistencia.

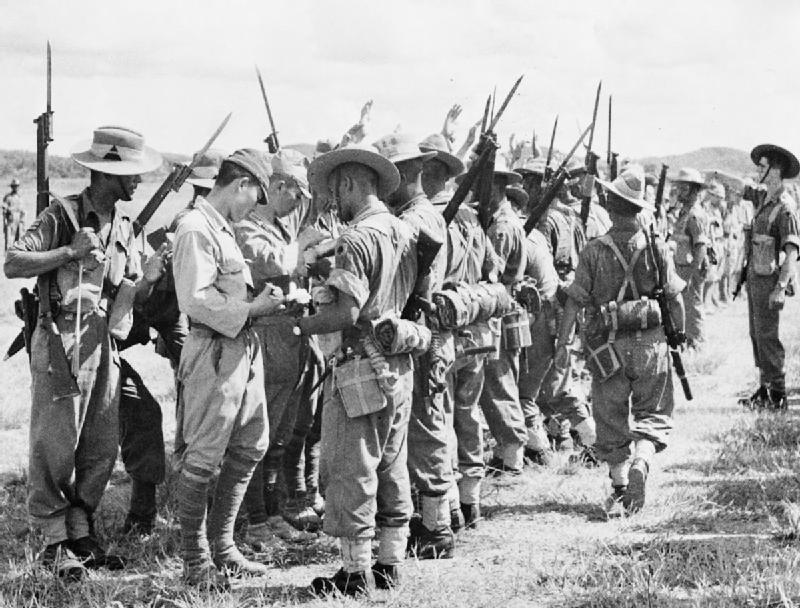
La 25.ª División India registra a los prisioneros japoneses poco después de que hayan sido desarmados en Kuala Lumpur.

Las unidades de la marina aliada, en particular los submarinos, atacaron a los barcos japoneses durante la ocupación y, en ocasiones, trajeron agentes de la Fuerza 136 a Malasia. La acción aérea se limitó principalmente a B-24 Liberator o Navy PB4Y Privateer que suministraban armas y suministros a la resistencia, hasta finales de 1944, cuando los B-29 de la 20.ª Fuerza Aérea de EEUU Llevaron a cabo incursiones en instalaciones en Penang y Kuala Lumpur. En mayo de 1945, un grupo de trabajo británico hundió el crucero japonés Haguro en la batalla del estrecho de Malaca.
Tun Ibrahim Ismail aterrizó en Malasia en octubre de 1944 como parte de una operación de la Fuerza 136 para convencer a los japoneses de que los aliados planeaban desembarcar en el istmo de Kra, 650 millas al norte para establecer una cabeza de playa en Malasia bajo la Operación Zipper. A esto le seguiría un viaje hacia el sur para liberar Singapur, la Operación Mailfist y una ofensiva para retomar el norte de Malasia designada Operación Broadsword. En preparación para los desembarcos, un grupo de trabajo británico navegó a través del estrecho de Malaca en julio de 1945 limpiando minas y atacando instalaciones japonesas. Los aviones transportados por portaaviones británicos atacaron objetivos a lo largo de la costa oeste de Malasia y los aviones de la 7.ª Flota de los Estados Unidos atacaron objetivos en la costa este como preludio de la Operación Zipper. Antes de que la operación pudiera comenzar, la guerra terminó.

## Rendición
Artículo principal: Rendición de Japón

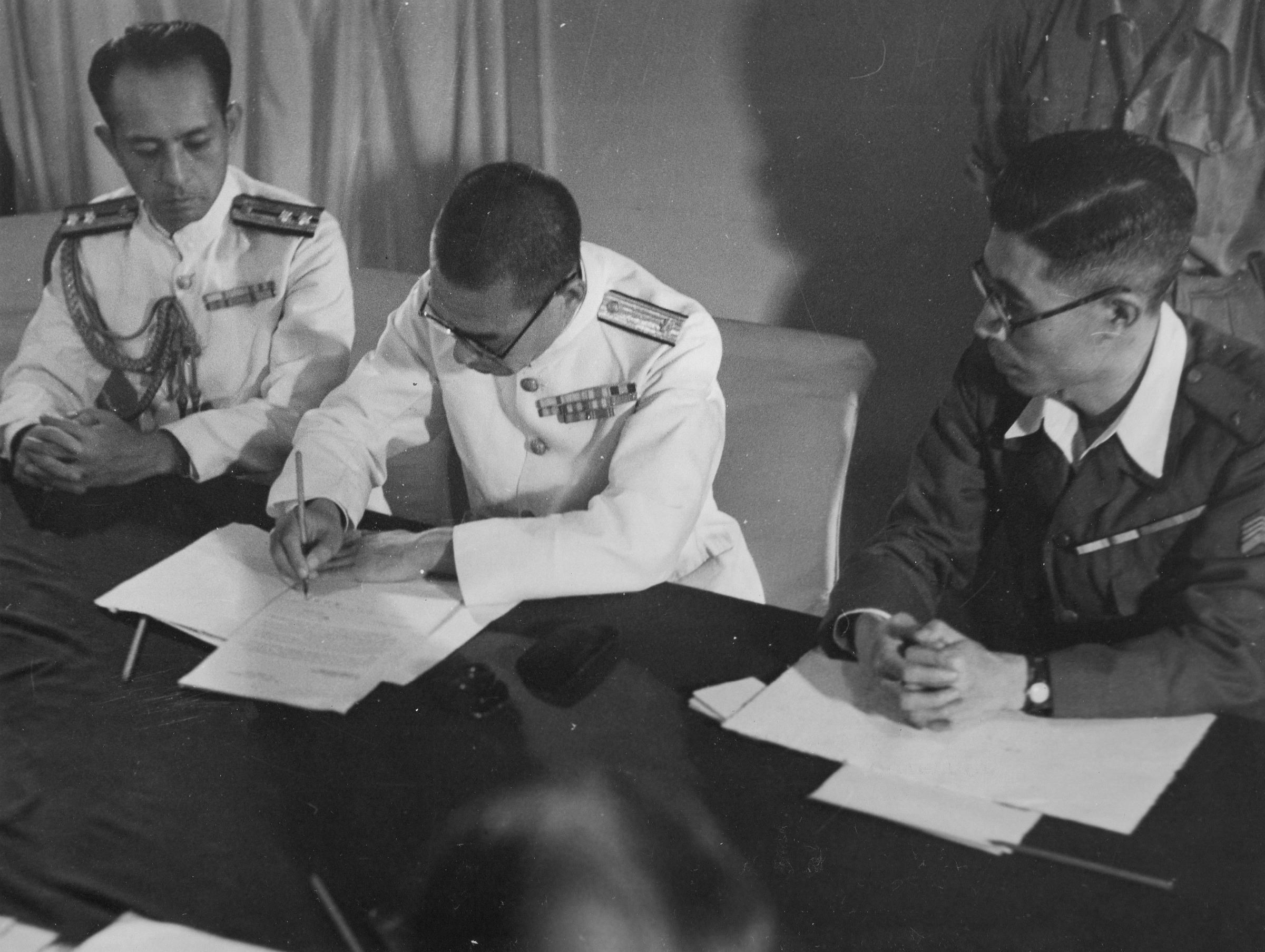
Firma del documento de rendición de Penang en el HMS Nelson como parte de la Operación Jurist.

El 15 de agosto de 1945, el emperador Hirohito dio un discurso de radio grabado al Imperio anunciando la aceptación de los términos para poner fin a la guerra que los Aliados habían establecido en la Declaración de Potsdam. Los bombarderos británicos B-24 y Mosquito realizaron un reconocimiento y arrojaron folletos sobre las ciudades malayas después del anuncio de rendición. Un bombardero Mosquito desarrolló problemas de motor y se vio obligado a aterrizar en el aeródromo de Sungai Besi, controlado por los japoneses, cerca de Kuala Lumpur. Los japoneses brindaron asistencia a las tripulaciones aéreas hasta que fueron recogidos por otro Mosquito.

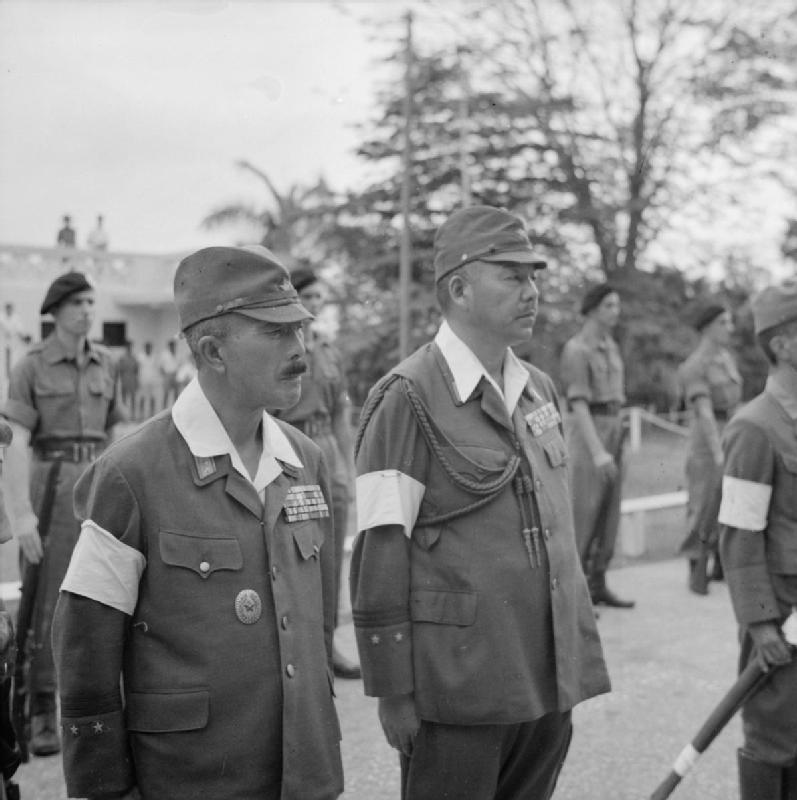
La tercera ceremonia de rendición el 22 de febrero de 1946: el general Itagaki, comandante del 7.º Ejército japonés de Área, y su jefe de personal, el general Ayabe.

En el período entre el anuncio del Emperador y la llegada de las fuerzas aliadas a Malasia, estallaron combates esporádicos entre las comunidades china y malaya, particularmente en Perak. El MPAJA lanzó represalias contra los colaboradores de la policía malaya y la población civil y comenzó a recaudar fondos por la fuerza. Muchos en la base abogaron por la revolución. El enfoque cauteloso prevaleció entre la mayoría de los líderes por instigación de Lai Teck, una decisión que luego sería vista como una gran oportunidad perdida. Algunas de las tropas de ocupación japonesas también fueron atacadas por civiles durante este período cuando se retiraron de las áreas periféricas.
Bajo la Operación Jurist, Penang se convirtió en el primer estado de Malasia en ser liberado del dominio japonés. La guarnición japonesa en Penang se rindió el 2 de septiembre de 1945 a bordo del HMS Nelson y un grupo de los Royal Marines retomó la isla de Penang al día siguiente. Posteriormente, los británicos recuperaron Singapur y la guarnición japonesa en la isla se rindió el 12 de septiembre. Después de la rendición de Singapur, las fuerzas británicas llegaron a Kuala Lumpur, donde el Comandante del 29.° Ejército se rindió el 13 de septiembre de 1945. El 22 de febrero de 1946 se llevó a cabo otra ceremonia de rendición en Kuala Lumpur para el General Itagaki, el Comandante del 7.° Ejército de Área.
El 12 de septiembre de 1945 se instaló en Kuala Lumpur la Administración Militar Británica (BMA). A esto le siguió la firma del documento de rendición de Malaya en Kuala Lumpur por el teniente general Teizo Ishiguro, comandante del 29.º Ejército; con el general de división Naoichi Kawahara, jefe de Estado Mayor; y el coronel Oguri como testigos.
Más tarde ese año, el MPAJA accedió a regañadientes a disolverse. Las armas se entregaron en ceremonias en las que se elogió el papel del ejército en tiempos de guerra.

## Consecuencias

### Repatriación
Las tropas japonesas que permanecieron en Malasia, Java, Sumatra y Birmania al final de la guerra fueron transferidas a las islas Rempang y Galang a partir de octubre de 1945 para esperar su repatriación a Japón. Galang pasó a llamarse Sakae por las tropas. Los aliados pusieron al teniente general Ishiguro a cargo de la isla bajo la supervisión de cinco oficiales británicos. Más de 200.000 soldados japoneses pasaron por la isla bajo la Operación Éxodo. Un periódico informó que las tropas del Kenpeitai fueron maltratadas por sus compatriotas. Las últimas tropas abandonaron las islas en julio de 1946.
Además de las tropas japonesas, también fueron repatriados a Japón unos 7.000 civiles japoneses que habían vivido en Malasia antes o durante la ocupación.

### Crímenes de guerra

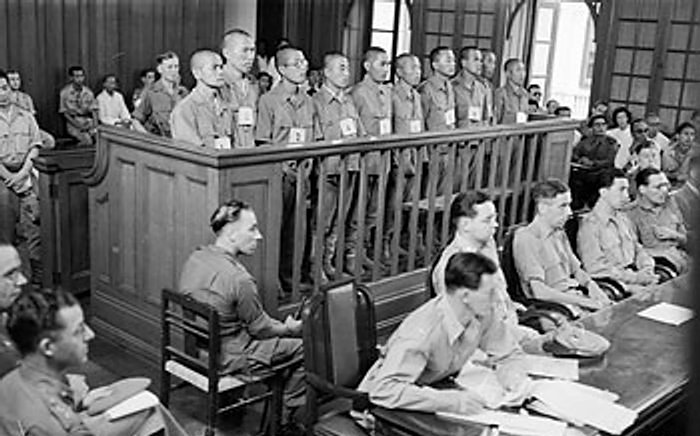
Juicio por crímenes de guerra en Singapur.

Los miembros del Kenpeitai y los guardias del campo fueron tratados como prisioneros de guerra debido a su trato hacia militares y civiles. Hubo una serie de juicios por crímenes de guerra. Uno realizado en 1947 encontró culpables a 7 oficiales japoneses. Dos fueron ejecutados: el teniente coronel Masayuki Oishi, comandante del Kenpeitai y el teniente general Saburo Kawamura el 26 de junio de 1947. El teniente general Takuma Nishimura, uno de los cinco condenados a cadena perpetua, fue posteriormente declarado culpable de la masacre de Parit Sulong por un tribunal australiano y ejecutado.
El capitán Higashikawa, jefe de la rama de Penang del Kenpeitai, fue ejecutado. Las acciones de Higashikawa fueron lo suficientemente brutales como para que el Capitán S Hidaka, jefe de Estado Mayor de Penang para la Armada Imperial Japonesa, planteara el asunto al Teniente General Ishiguro. Ishiguro transfirió a Higashikawa y lo reemplazó por el Capitán Terata.
El sargento Eiko Yoshimura, jefe de Kempeitai en Ipoh, fue condenado a muerte en la horca por torturar y abusar de civiles, incluida Sybil Kathigasu. El autor malayo Ahmad Murad Nasaruddin escribió un libro, titulado Nyawa di-hujong pědang, sobre el encarcelamiento de su familia.
Otros ejecutados fueron el coronel Watanabe Tsunahiko, comandante del 11.º Regimiento fusilado por su participación en la masacre de Kuala Pilah; y el capitán Iwata Mitsugi, el segundo teniente Goba Itsuto y el segundo teniente Hashimoto Tadashi en la horca en la cárcel de Pudu el 3 de enero de 1948.

### Cementerios y monumentos

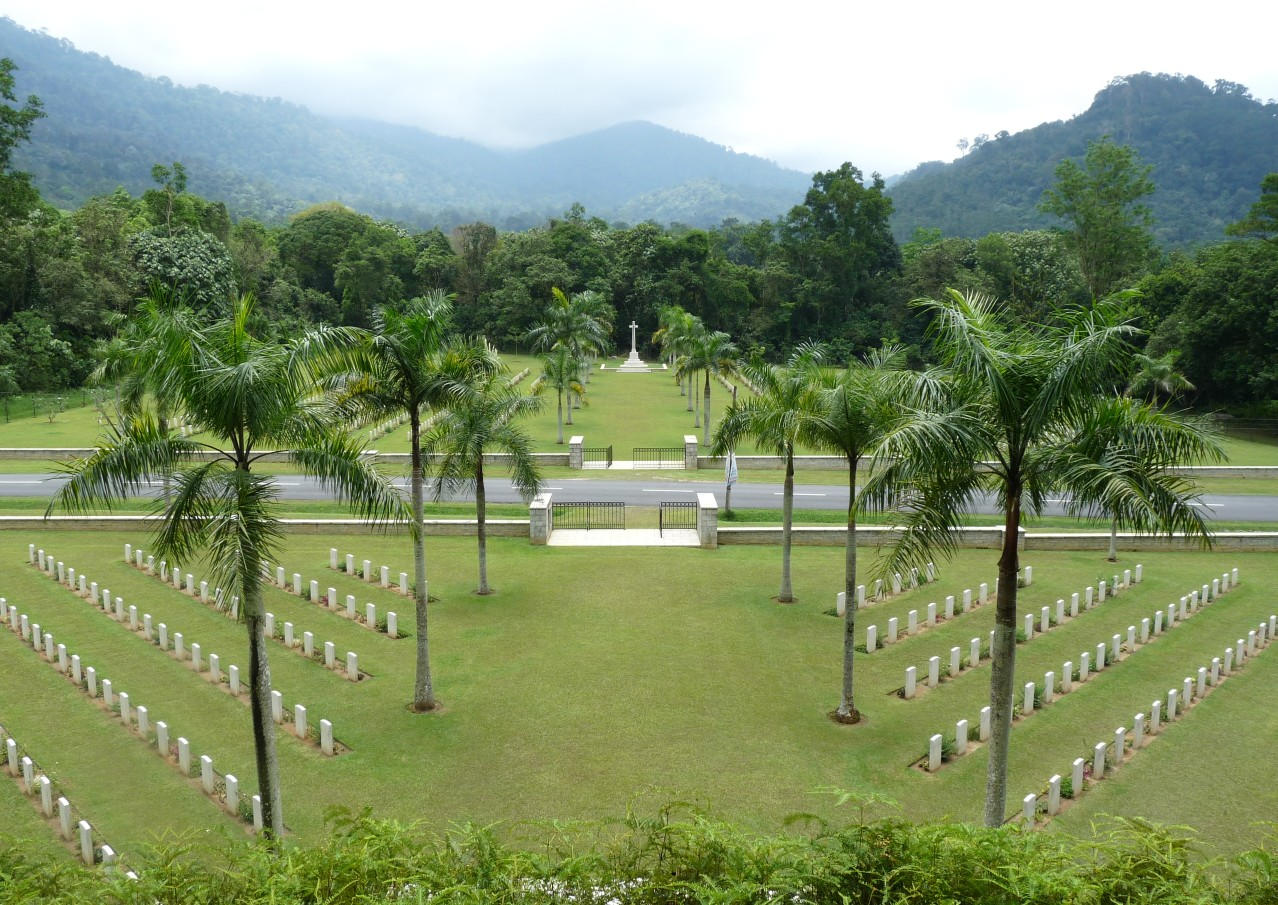
Cementerio de guerra de Taiping.

Artículo principal: Monumento nacional (Malasia)
Se crearon cementerios para el personal militar malayo y aliado en el cementerio de guerra de Kranji en Singapur y el cementerio de guerra de Taiping en Bukit Larut (Maxwell Hill), Taiping, Perak. La Unidad de Tumbas de Guerra Número 46 montó una expedición en octubre de 1946 para recuperar y volver a enterrar a todo el personal que pudieran localizar.
El principal monumento nacional a los caídos es el Monumento Nacional de Kuala Lumpur. Este monumento conmemora a quienes sirvieron tanto en la Segunda Guerra Mundial como en la Emergencia malaya que siguió a la guerra.

### Movimiento por la independencia
Más información: Nacionalismo malayo temprano y Ejército de Liberación Nacional Malayo